# Vernazza
Pour les articles homonymes, voir Vernazza (homonymie).
Vernazza est une commune de la province de La Spezia, dans la région Ligurie, en Italie. Il s'agit de l'une des localités qui constituent les Cinque Terre.
Le site est perché sur un petit promontoire rocheux, et autrefois le plus prospère des Cinque Terre. Le château de la famille Doria  et autres vestiges médiévaux rappellent son  riche  passé économique. Proche du petit port, l'église de la paroisse de Sainte-Marguerite d'Antioche, flanquée d'un haut clocher octogonal, domine la mer. Le village est difficilement accessible par la route. Les principaux moyens d'accès sont le train et les sentiers côtiers, très escarpés. La typicité de Vernazza en fait pourtant un haut lieu du tourisme de la Ligurie.

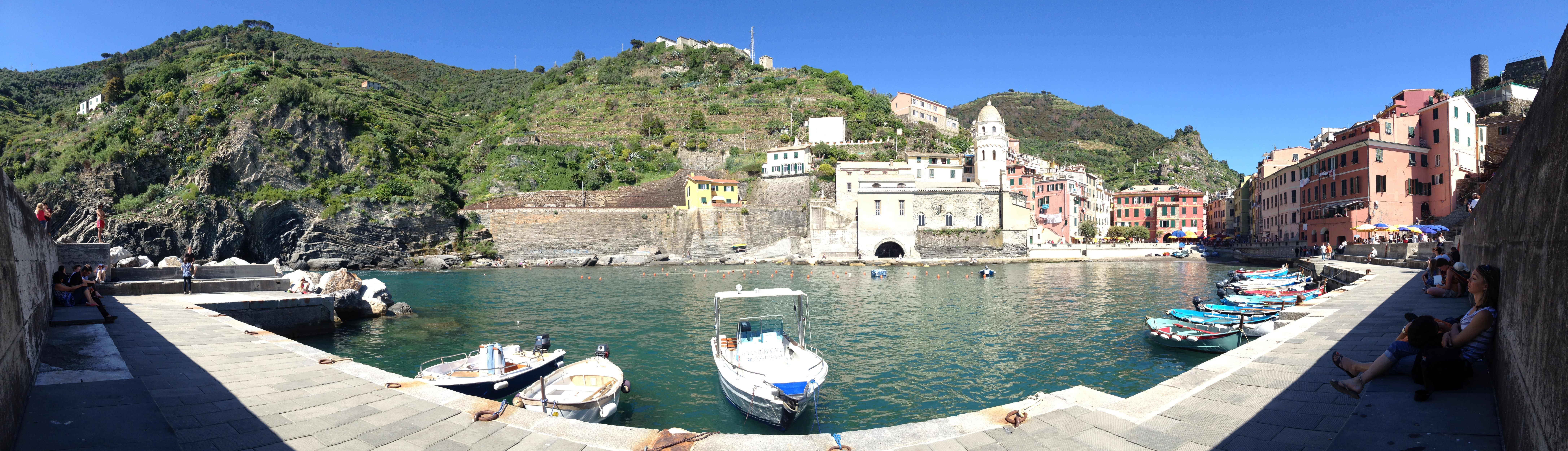
Vue de la digue du port.

Le 25 octobre 2011, Vernazza a été frappée par des pluies torrentielles, des inondations et coulées de boue massives qui ont laissé la ville enfouie dans plus de 4 mètres de boue et de débris, causant plus de 100 millions d'euros de dégâts. La ville a été évacuée.

## Administration
| Période                                  | Période  | Identité            | Étiquette | Qualité |
| ---------------------------------------- | -------- | ------------------- | --------- | ------- |
| 14 juin 2004                             | En cours | Gerolamo Leonardini |           |         |
| Les données manquantes sont à compléter. |          |                     |           |         |

### Hameaux
Corniglia.

### Communes limitrophes
Beverino, Monterosso al Mare, Pignone, Riccò del Golfo di Spezia, Riomaggiore.

## Transport

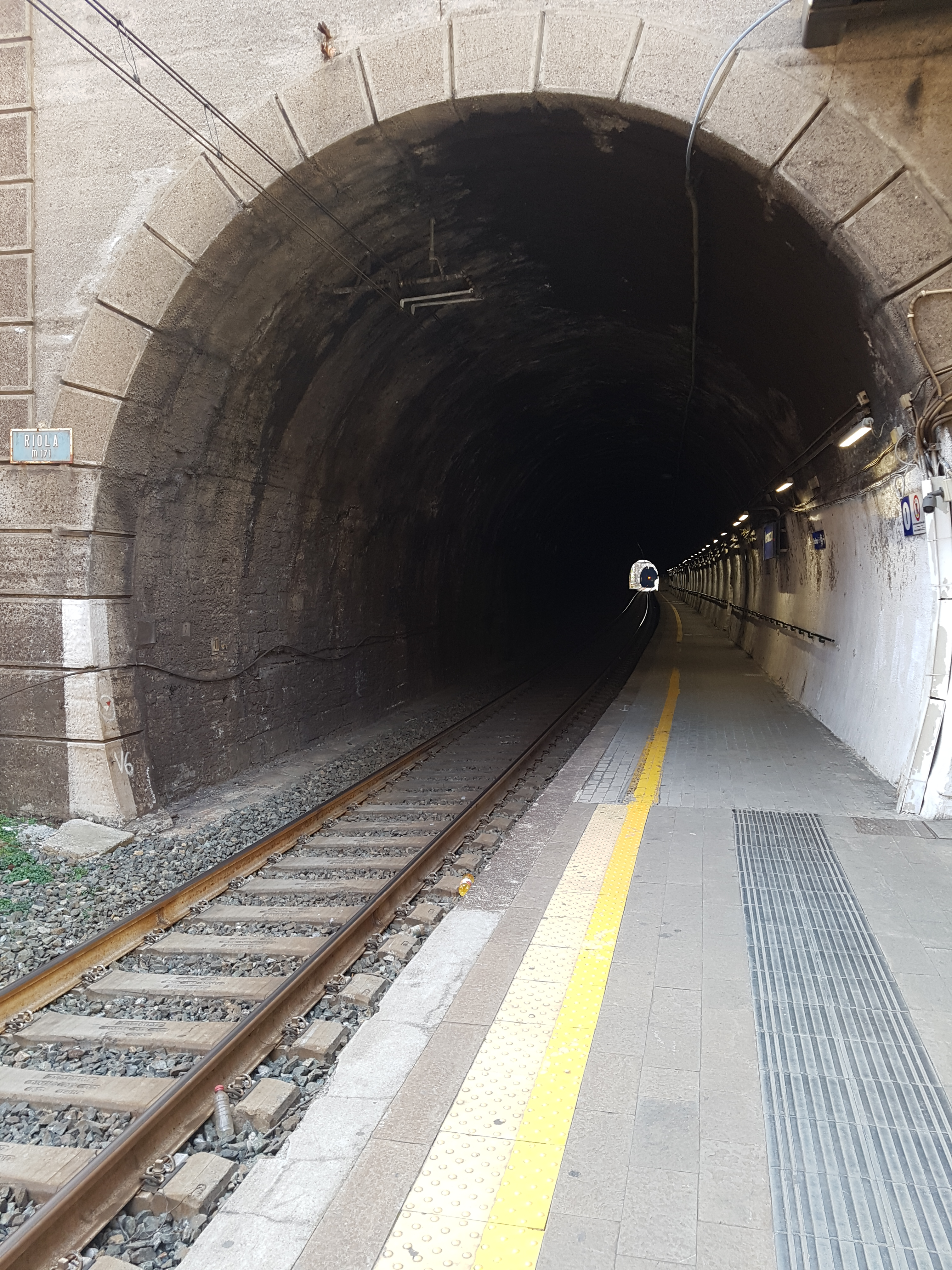
Quai semi-souterrain de la gare de Vernazza.

La ville est desservie par les trains de la ligne Gênes-La Spezia. La gare de Vernazza a la particularité d'avoir des quais à moitié dans un tunnel.

## Dans la fiction
La ville de Sapienza dans le niveau éponyme du jeu Hitman s'inspire grandement de Vernezza, notamment du style des maisons, de sa plage, de son port, de l'emplacement de l'église ainsi que des ruines de la tour du Castello Doria. 